# Ugo Foscolo

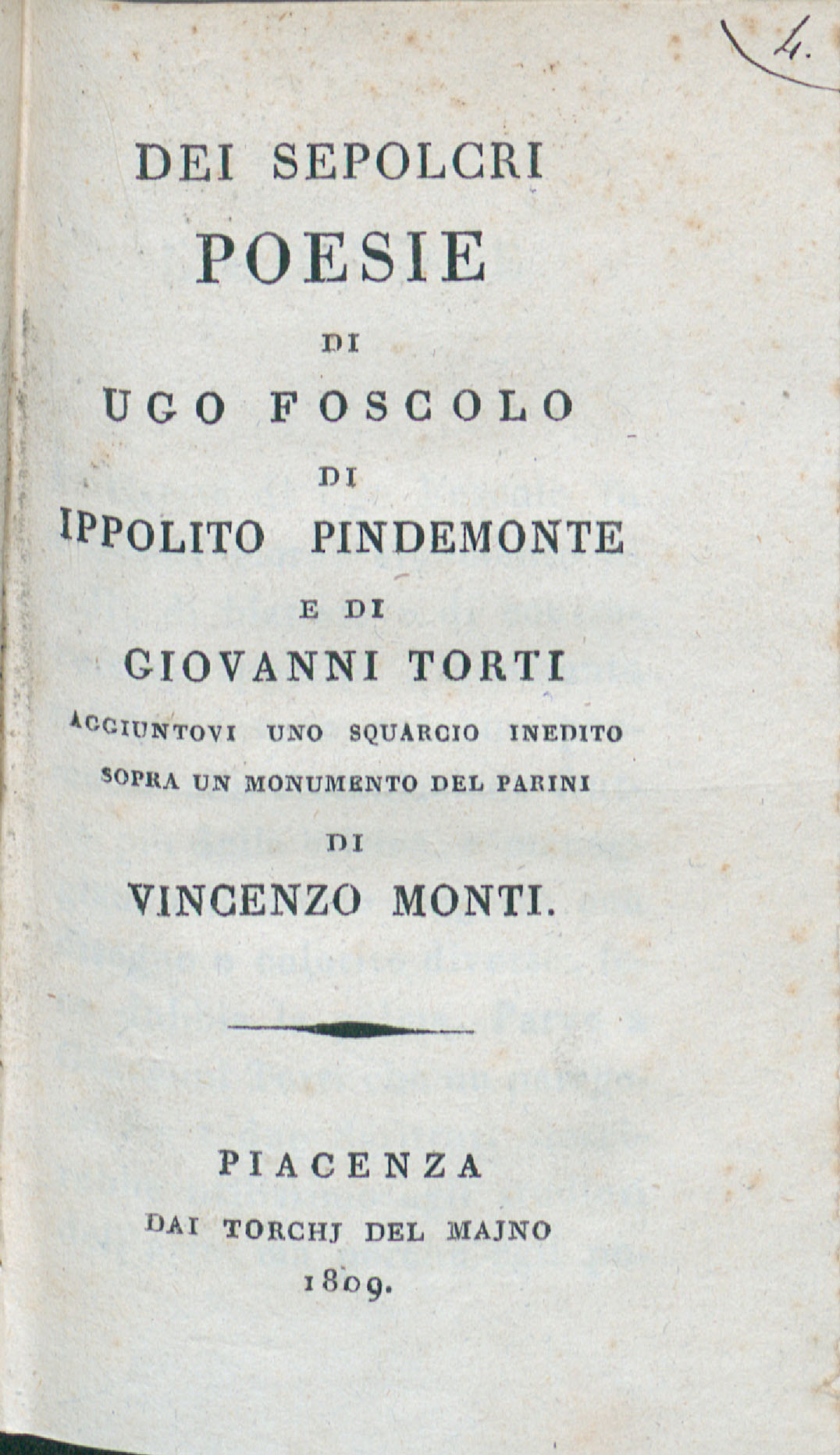
Dei sepolcri, 1809, el poema más famoso de Ugo Foscolo

Niccolò Ugo Foscolo (isla de Zante, entonces República Veneciana, 6 de febrero de 1778 - Londres, 10 de septiembre de 1827) fue un famoso poeta, escritor y patriota italiano.

## Biografía
Aunque griego por parte de su madre Diamantina Spathis, su padre Andrea Fóscolo, médico en Split, sí era veneciano de sangre, y Ugo Fóscolo, entonces Niccolò Fóscolo, nació en una de las islas Jónicas griegas, por entonces posesión veneciana. Hizo sus primeros estudios en el seminario de Split, pero la familia se trasladó a Venecia en 1792 al fallecer el padre y Ugo completó sus estudios en la Universidad de Padua, donde perfeccionó sus conocimientos de griego antiguo, de latín y de la 
literatura italiana y extranjera, profundizando en la filosofía de Rousseau. Entre sus profesores, el abate Melchiorre Cesarotti se convirtió en su mentor y ejerció una gran influencia sobre sus gustos literarios. En 1795, por razones mal conocidas, Niccolò decidió cambiar su nombre de pila por el de Ugo, quizás en homenaje a Nicolas-Jean Hugou de Bassville, llamado Ugo di Basseville en italiano, un republicano francés asesinado en Roma en 1793 al que Vincenzo Monti dedicó su poema La Bassvilliana. Con la llegada de los franceses y bajo el influjo de las ideas jacobinas, se comprometió pronto en política y llegó a hacerse sospechoso a las autoridades de Venecia, sobre todo cuando representó allí una tragedia llena de furor liberal, Tieste (1797), que tuvo cierto éxito.
Participó activamente en las discusiones que siguieron a la caída de la República veneciana (12 de mayo de 1797) y dirigió una oda a Napoleón Bonaparte (A Bonaparte liberatore), esperando de él que pusiese fin a la oligarquía veneciana y crease una verdadera república libre. Pero el tratado de Campo Formio (17 de octubre de 1797) por el cual Napoleón daba Venecia a los austriacos fue todo un desengaño para Ugo Foscolo, semejante a la que se llevó Ludwig van Beethoven cuando Napoleón se nombró emperador, aunque todavía no había perdido por completo sus esperanzas.
En 1797 partió para Milán, donde frecuentó a los poetas Giuseppe Parini y Vincenzo Monti, y cayó enamorado de la mujer de este último, Teresa Pikler. El año siguiente se instaló en Bolonia, a cuya Guardia Nacional se unió, combatió en el frente ligur y colaboró en el periódico fundado por su hermano Giovanni. Es allí cuando comienza a redactar su novela epistolar Últimas cartas de Jacopo Ortis (Ultime lettere di Jacopo Ortis), considerada como una versión más política de los Sufrimientos del joven Werther de Goethe. El argumento está inspirado en hechos reales: Jacopo Ortis era un joven estudiante paduano que se suicidó por razones próximas a las evocadas por Ugo Foscolo.
Siempre persuadido de que su país sería liberado por Napoleón, Ugo Foscolo seguía peleando en la Guardia Nacional y participó en las batallas de Marengo y de Trebbia, y en el sitio de Génova, donde fue herido y hecho prisionero. Es en este periodo en el cual modifica su "Oda a Napoleón liberador" exhortándolo ahora a no transformarse en tirano y evocando la unidad italiana, heredera del Imperio Romano. Tras su liberación, es enviado en misión a varias ciudades italianas y en Brescia fue iniciado en la logia masónica "Reale Amalia Augusta". En Florencia se enamora de Isabel Roncioni, pero la joven está prometida con el marqués Pietro Bartolommei, y esta relación inspirará la trama amorosa de Ultime lettere di Jacopo Ortis. 
En 1801 retorna a Milán y siguen años de intensa actividad literaria: hace nuevas correcciones a sus Últimas cartas, compone odas, una de ellas dedicada a Luigia Pallavicini; comienza una traducción de la Iliada de Homero y del Viaje sentimental por Francia e Italia de Laurence Sterne. Asimismo participa en la elaboración de una propuesta dirigida a Napoleón en que se establece un modelo de gobierno para una Italia unificada.
En 1804, como capitán de un regimiento de infantería, debe marchar a Valenciennes y allí encuentra a lady Fanny Hamilton, una inglesa de la que tiene una hija, Mary, a la que él llama Floriana. Vuelve a Milán en 1806 y el año siguiente publica su famoso poema Dei sepolcri, con el que obtiene una gran reputación de poeta lírico. Obtiene la cátedra de elocuencia en la Universidad de Pavía. Pero su discurso inaugural de enero de 1809, en que propone a sus jóvenes compatriotas una perspectiva nacionalista en la literatura no complugo a Napoleón. Y por decreto suyo todas las cátedras de elocuencia de Italia fueron suprimidas.
El 9 de diciembre de 1811 su tragedia Ayax se estrenó en la Scala de Milán, pero fue prohibida por la censura a causa de sus alusiones al Emperador. En agosto de 1812 se instaló en la Toscana, en Florencia. Allí frecuenta el salón de la condesa de Albany, compone otra tragedia, Ricciarda, escribe su "Oda a las Gracias" y concluye su traducción del Viaje sentimental de Sterne.
En diciembre de 1813, tras la derrota de Napoleón en Leipzig, vuelve a Milán y retoma su puesto en el ejército para defender el Reino de Italia. La llegada de los austriacos le hizo perder toda esperanza de una Italia independiente. Y la obligación de prestar juramento al nuevo régimen le obligó a abandonar el país definitivamente el 31 de marzo de 1815.
Partió y se estableció en Suiza; en Zúrich publica en 1816 su Ipercalisse y la tercera edición de su Jacopo Ortis, así como un Discurso sobre la servidumbre de Italia que será publicado a título póstumo. En Milán, algunos rumores le atribuyen una relación con Matilde Dembowski, quien se habría reunido en Suiza con él tras abandonar a su marido, el general Dembowski, rumores infundados según el testimonio de su correspondencia. Y como las autoridades austriacas insistían en que fuera extraditado, partió para Inglaterra en septiembre de 1816 gracias a la ayuda del embajador británico en Berna William Stewart Rose, quien le dio un pasaporte.
Llega a Londres el 12 de septiembre de 1816 siendo bien acogido en los círculos liberales gracias a su fama, de forma que fue un habitual asistente a la tertulia de la Holland House. En Londres se consagró a la escritura y al periodismo colaborando en la Edinburgh Review y en la Quaterley Review y escribiendo una treintena de ensayos sobre clásicos italianos: el Cancionero de Francesco Petrarca, Giovanni Boccaccio, Dante Alighieri etcétera. Además se convirtió en amigo de John Murray, el editor que dio a la estampa la cuarta y última versión del Jacopo Ortis en abril de 1817, que coincide sustancialmente con la edición zuriquesa del año precedente, acompañada de una breve "Notizia" y una selección de capítulos de la traducción del Viaje sentimental de Sterne.
Los primeros tiempos del exilio inglés fueron bastante felices y entusiastas. Las nuevas amistades y la fama de la que gozaba en ultramar sorprendieron al poeta. Pero el 28 de abril de 1817 su madre falleció en Venecia y Fóscolo se ocupó entonces sobre todo de la situación de las Islas jónicas escribiendo tres artículos sobre la materia: Stato politico delle Isole Jonie, Memorias sobre la educación pública en las Islas Jonias y Come ottenere modifiche alla costituzione delle Isole Ionie. Pensó incluso marchar a Grecia con su primo Bulzo Dionisio, que había llegado a Inglaterra como "miembro de una delegación de la República de Jonia, encargado de presentar al regente su nueva Constitución". Sin embargo, una caída de su caballo en julio desbarató estas intenciones. 
Quedaron incompletas sus Cartas escritas en Inglaterra (Lettere scritte d'Inghilterra, 1816-1818), de las cuales una parte fue impresa póstuma, la incompleta Lettera apologetica, encontrada por Giuseppe Mazzini y publicada póstuma por él mismo, los célebres Ensayos sobre Petrarca (1821, II ed. 1823), el Discorso storico sul testo del Decamerone (1825) y el Discorso sul testo della Commedia di Dante (1826). Asimismo escribió otros ensayos cuyo destino era la traducción al inglés para ser publicados en la prensa y revistas británicas de la época, entre los cuales destaca la serie de las Epoche della lingua italiana y el artículo conocido como Antiquari e Critici (1826). 
Pero pronto un nivel de vida demasiado disipado, su carácter difícil que le enajenaba mucha simpatías y cierta incursión especulativa imprudente en los negocios (como la construcción de una gran villa para vivir en ella) redujeron el poeta al colapso económico y permaneció preso por deudas por un corto periodo en 1824. Liberado ya, se vio obligado a sobrevivir en los barrios pobres y marginales de Londres, a menudo oculto bajo un nombre falso (señor Emerytt, apellido de su hija Floriana) para evitar a los acreedores. En Londres hizo una propuesta de matrimonio a la belleza de diecinueve años Caroline Russell, hija de un juez prominente, que se negó tras mucha insistencia por parte del escritor, quien años antes había escapado del matrimonio cortejando a nobles ya casadas. Consumió además un legado que le habían dado los Walker como tutor de su sobrina y ambos tuvieron que moverse en la pobreza más absoluta; Fóscolo enfermó de tuberculosis y consumió sus últimos años de enfermo desahuciado como profesor de italiano en 1825 en una escuela de niñas y como catedrático de la misma materia al año siguiente en la recién creada Universidad de Londres. Murió el 10 de septiembre de 1827 en Turnham Green y está enterrado en el cementerio de Chiswick. Su hija, que quedó huérfana, fue atendida por el también emigrado liberal español el canónigo Riego, hermano del célebre héroe de Cabezas de San Juan. Los restos mortales del poeta fueron transferidos en 1871 a Florencia y yace en la basílica de la Santa Croce.

## Obra
Como escritor su obra se sitúa equidistante entre el Neoclasicismo y el Romanticismo y su inspiración es fundamentalmente política y sentimental: deriva fundamentalmente del amor romántico y del incipente y patriótico nacionalismo italiano. Creó en su famosísimo poema Dei Sepolcri («Los sepulcros») el mito personal de la tumba no llorada en el exilio. Para Foscolo es muy importante que alguien vaya a verle a la tumba, porque eso significaría vivir en su corazón y de esta forma, vivir también en la tierra. «La sepultura no llorada» (Illacrimata sepoltura) es el símbolo del fracaso en la vida. 
La trayectoria ecdótica de las Últimas cartas de Jacopo Ortis es compleja: en un principio se tituló Laura lettere, al parecer inspirándose en la vida de un estudiante paduano que acabó suicidándose por amor; aunque en 1796 ya había noticias de esta obra, estaba aún incompleta y se publicó en cuatro ocasiones más; la segunda fue en Bolonia, 1799, donde dominan los aspectos sentimentales; una edición no autorizada basada en esta es la de Venecia (1800), bajo el título Vera storia dei due amanti infelici. La tercera se editó en Milán, cuando ya había leído el Werther a través de una traducción francesa; la cuarta la escribió en Zúrich en 1816 y la quinta en Londres, en 1817. Trata sobre la desesperación romántica y el amor a la muerte. Foscolo odia por igual a los franceses y a los austriacos que encadenan a Italia.
Como poeta escribió un puñado de sonetos, uno de ellos un autorretrato, un par de Odas, Le Grazie o Las Gracias, una serie de poemas mitológicos, y Dei sepolcri. En este último, escrito en endecasílabo blanco en 1806 y publicado en 1807, medita sobre la muerte con motivo de una discusión que mantuvo con otro poeta, Pindemonte, que era más creyente que él. Pindemonte, en su I cimentiri, lamentaba que los racionalistas no diesen demasiada importancia a los muertos, y Foscolo se propuso refutarlo adoptando una actitud universal y representa el lamento de toda la humanidad; abandona toda referencia personal, lo que supone en él una novedad. Concluye que los muertos no mueren mientras permanezcan en la mente de los vivos y si los sepulcros tienen fin, la poesía sin embargo puede hacer revivir a los muertos. En su primera parte se considera el tema del sepulcro individual y socialmente y en la segunda se hace una historia del sepulcro desde Troyanas hasta su actualidad, cantando a la poesía que les da vida. Frente al tono elegíaco de la primera parte la segunda es más pindárica. La poesía supera a los sepulcros, porque cuando estos fallan, la poesía inmortaliza al poeta. El romanticismo busca la fe y la esperanza más allá de los límites de la Razón. Foscolo, en cambio, busca la sublimación de la persona a través de la fe en el futuro.
En su obra aparecen diversos temas: el de la tumba, recuerdo lírico de las glorias de un pueblo; el de la belleza serenadora, que sublima los amores difíciles; el del exilio, como exaltación del amor a la patria y el de la poesía, que eterniza la historia.

## Cronología de sus escritos

### Poemas
- A Bonaparte liberatore, oda (1797)
- A Luigia Pallavicini caduta da cavallo, oda (1800)
- All'amica risanata, oda (1802)
- Non son chi fui, perì di noi gran parte, soneto (1802)
- Che stai?, soneto (1802)
- Te nudrice alle Muse, soneto (1802)
- E tu ne' carmi avrai perenne vita, soneto (1802)
- Perché taccia il rumor di mia catena, soneto (1802)
- Così gl'interi giorni in lungo incerto, soneto (1802)
- Meritamente, però ch'io potei, soneto (1802)
- Solcata ho fronte, soneto (1802)
- Alla sera, soneto (1803)
- A Zacinto, soneto (1803)
- Alla Musa, soneto (1803)
- In morte del fratello Giovanni, soneto (1803)
- Dei sepolcri, poema (1807)
- Le Grazie, poema incompleto (1803-1827)

### Novelas y escritos en prosa
- Sesto tomo dell'io, novela autobiográfica (1799-1801)
- Ultime lettere di Jacopo Ortis, novela epistolar (1802-1803)

### Obras teatrales
- Tieste, tragedia (1795)
- Edippo, tragedia (1795-1796?) - atribuida
- Ajace, tragedia (1810-1811)
- Ricciarda, tragedia (1813)

### Otros escritos
- Epistolario (1794-1827)
- Esame su le accuse contro Vincenzo Monti (1798)
- Discorso su la Italia (1799)
- Orazione a Bonaparte pel Congresso di Lione (1802)
- Chioma di Berenice, traducción de la versión catuliana del poema de Calímaco (1803)
- Della poesia, dei tempi e della religione di Lucrezio (1803) - fragmentos
- Viaggio sentimentale, traducción de la novela de Laurence Sterne, iniciada en (1805), publicada en (1813) con el editor Molini, con una Notizia intorno a Didimo Chierico
- Esperimento di traduzione della Iliade di Omero, que comprende la traducción del primer libro de la epopeya de Homero (1807)
- Dell'origine e dell'ufficio della letteratura (1809)
- Ipercalisse (1810), bajo el pseudónimo de "Dídimo Chierico".
- Ragguaglio d'un'adunanza dell'Accademia de' Pitagorici (1810), bajo el pseudónimo de "Dídimo Chierico"
- Discorso sul testo della Divina Commedia (1818)
- Saggio sulla letteratura contemporanea in Italia (1818)
- Essays on Petrarch ("Ensayos sobre Petrarca")
- Discorso storico sul testo del Decamerone
- Della nuova scuola drammatica in Italia, incompleto
- Lettera apologetica (1825).